# رولف أريكسون
رولف أريكسون (9 مارس 1942 السويد السويد - 1 يناير 1984 السويد السويد) هو لاعب كرة قدم سويدي سابق كان يلعب كمهاجم.

## وصلات خارجية
رولف أريكسون على موقع قاعدة بيانات كرة القدم.إي يو (الإنجليزية)